# Neda Mohammad
Le mollah Neda Mohammad Nadeem (مولوي ندا محمد ندیم) est un homme politique afghan, membre des talibans et ministre de l'Enseignement supérieur à partir d'octobre 2022.

## Biographie
À la suite de la prise du pouvoir des talibans en Afghanistan en août 2021 et l'instauration d'un émirat islamique d'Afghanistan, Neda Mohammad devient gouverneur de la province de Nangarhar. Il jure de continuer à combattre les militants de l'État islamique au Khorassan (ISK). La province de Nangarhar est un bastion de l'ISK et le gouverneur affirme que depuis la prise de Nangarhar, ses forces ont arrêté 70 à 80 militants présumés appartenant à l'ISK.
Les talibans imposent aux étudiantes des établissements privés, en septembre 2022, de porter une abaya, avec un niqab pour le visage, afin d'assister aux cours et ce dans des classes non mixtes tenues par des enseignantes. Neda Mohammad devient Ministre de l'Enseignement supérieur (en), en octobre 2022 au sein du gouvernement. Il considère que les codes vestimentaires imposés aux femmes ne sont pas respectés, le hijab obligatoire dans l'islam n'est pas toujours porté. Aussi en décembre 2022, il décide que les femmes afghanes n'ont plus le droit d'accéder aux universités. Il  envisage des « poursuites judiciaires » contre les facultés privées qui autoriseront des étudiantes à passer les examens de fin d’études en licence, master et doctorat. Il annonce aussi les médersas (écoles coraniques des mosquées) sont également fermées pour les femmes,.
En mars 2023, l’Union européenne annonce des sanctions contre Neda Mohammad, pour violence et violations des droits des femmes.